# 군산: 거위를 노래하다
"군산: 거위를 노래하다"는 2018년에 개봉한 대한민국의 영화이다. 

## 캐스팅
- 박해일 : 윤영 역
- 문소리 : 송현 역
- 정진영 : 이사장 역
- 박소담 : 주은 역
- 이옥희 : 서울식당 주인 역
- 박영 : 윤영부 친구 역
- 최반야 : 화옥 역
- 황의정 : 치과 접수원 역
- 진수선 : 전단지남 역
- 유신농 : 중국인 관광객 역
- 조양 : 중국인 관광객 역
- 이즈미 지하루 : 일본인 관광객 역
- 김영 : 무당 역
- 계영호 : 카페 손님 역
- 박배리 : 카페 손님 역
- 정재필 : 공사장 인부 역
- 이용수 : 군산 관광객 역
- 정보람 : 군산 관광객 역
- 조현정 : 운동하는 사람 역
- 이지윤 : 라디오 목소리 / 연래춘 직원 역
- 이연아 : 군산옷집 주인 역
- 김석영 : 시위대 책udgod자 역
- 이유림 : 간호사 역
- 이은혜 : 간호사 역
- 구성호 : 치과손님 역
- 김보선 : 행인 역
- 김종원 : 행인 역
- 김하영 : 행인 역
- 박상호 : 행인 역
- 한수범 : 행인 역
- 하수정 : 고속버스승객 역
- 김동영 : 서울식당손님 역
- 백주환 : 서울식당손님 역
- 이병수 : 서울식당손님 역
- 김봉수 : 서울식당손님 역
- 강혜은 : 시위대 역
- 구성회 : 시위대 역
- 김량남 : 시위대 역
- 김문 : : 시위대 역
- 김인남 : 시위대 역
- 김정희 : 시위대 역
- 김종재 : 시위대 역
- 김춘희 : 시위대 역
- 당대호 : 시위대 역
- 림학 : 시위대 역
- 문예화 : 시위대 역
- 박려나 : 시위대 역
- 박성실 : 시위대 역
- 박수연 : 시위대 역
- 박옥화 : 시위대 역
- 박춘근 : 시위대 역
- 오옥금 : 시위대 역
- 오정숙 : 시위대 역
- 이미선 : 시위대 역
- 장근영 : 시위대 역
- 정향단 : 시위대 역
- 진정복 : 시위대 역
- 허준일 : 시위대 역
- 황동규 : 연래춘 직원 역
- 공윤희 : 연래춘 손님 역
- 김세희 : 연래춘 손님 역
- 김진아 : 연래춘 손님 역
- 이윤영 : 연래춘 손님 역
- 이원진 : 연래춘 손님 역
- 전승렬 : 연래춘 손님 역
- 강민아 : 윤동주문학관 관람객 역
- 최아현 : 윤동주문학관 관람객 역
- 현성환 : 윤동주문학관 관람객 역
- 최아롱 : 동국사 피아노연주자 역
- 이주 : 두둥사운드 역
- 김준혁 : 두둥사운드 역
- 신승훈 : 두둥사운드 역
- 김정현 : 두둥사운드 역
- 최환성 : 갯벌 일꾼 역
- 정숙경 : 갯벌 일꾼 역
- 이정금 : 갯벌 일꾼 역
- 백현진 : 연설가 역 (우정출연)
- 곽자형 : 후권남 역 (우정출연)
- 이준동 : 경상도남 역 (우정출연)
- 동방우 : 윤영 부 역 (특별출연)
- 문숙 : 군산식당 주인 역 (특별출연)
- 이미숙 : 치과원장 역 (특별출연)
- 김희정 : 도우미 역 (특별출연)
- 윤제문 : 송현 전남편 역 (특별출연)
- 정은채 : 카페 주인 역 (특별출연)
- 한예리 : 약사 역 (특별출연)
- 권태원 : 윤영부 후배 역 (특별출연)

## 같이 보기
- 2018년 대한민국의 영화 목록